# Etta Schiller
Etta Schiller geb. Eckel (* 1933 in Berlin) ist eine deutsche Juristin und Verwaltungsbeamtin. Bekannt wurde sie als Gattin des Politikers und Bundesministers Karl Schiller.

## Leben
Schiller ist eine Tochter des Mediziners Paul Eckel. Von 1971 bis 1974 war sie mit dem Politiker Karl Schiller (SPD) verheiratet. Sie hat einen Sohn, den Medienkaufmann Jan Schiller. Ihr angeblicher Einfluss auf die Politik ihres Mannes wurde damals in der Presse kritisch diskutiert. 1989–1990 war sie als Kandidatin der Kölner CDU für das Amt der Oberstadtdirektorin im Gespräch. Von 1990 bis 1998 hatte die promovierte Juristin Leitungsfunktionen in der Oberfinanzdirektion Cottbus inne und wurde 1996 als erste Frau in Deutschland Oberfinanzpräsidentin. Etta Schiller war Mitglied des Landeshochschulrats Brandenburg.